# Akvizice dokumentů
Akvizice dokumentů je činnost knihovny pro doplňování knihovního fondu. Doplňované dokumenty jsou vybírány podle profilu fondu knihovny, požadavků čtenářů a financí knihovny.

## Typy akvizice
Akvizice individuální – potřeba akvizičního pracovníka přímo v knihovně, který zná tematické složení fondu a potřeby čtenářů dané knihovny
Akvizice ústřední – u institucí, které jsou složeny z několika částí. Výhodami jsou množstevní slevy nebo šetření pracovní síly (netřeba mít akvizičního pracovníka na každé pobočce). Nevýhodou může být nedostatečný počet publikací (danou publikaci nemají všechny pobočky, proto se objedná z jiné pobočky, kde následně chybí)
Akvizice kooperativní – spolupráce dvou a více knihoven, výhodné pro ušetření finančních prostředků a prostor (dokumenty jsou rozděleny mezi institucemi)
Akvizice předběžná/počáteční – probíhá při zakládání instituce
Akvizice průběžná - v pravidelných časových intervalech doplňujeme fond
Akvizice zpětná/retrospektivní – snaha o získání dokumentů, které již vyšly. Důvod pro zpětnou akvizici může být například zničený nebo ztracený dokument, jeho cenové zlevnění nebo požadavek o získání do fondu od čtenáře

## Zdroje doplňování fondu (akvizice)

### Nákup
nejčastější způsob akvizice. Nevýhodou je častý nedostatek financí. Nákup je možno provést:
- U knižního nakladatele (často množstevní sleva nebo nižší cena u poškozeného výtisku)
- Prostřednictvím knižního distributora (využíváno malými knihovnami, i zahraniční literatura – vyřešena otázka cla a plateb)
- Knihkupectví (kamenné a virtuální)
- Antikvariát (použité publikace, využívané pro zpětnou akvizici)
- Knižní veletrhy (výhodou je aktuálnost vydávané literatury za nižní ceny)
- Aukce (jsou využívány pro získání rukopisů a starých tisků)

### Dar
skutečnost, kdy knihovně publikaci právnická či fyzická osoba věnuje. Knihovna může dar do fondu přijmout nebo odmítnout. Často se tímto způsobem získává do fondu firemní literatura.
- Dar jako odkaz (často knihovny významných osobností)
- Iniciativní dar (jedná se zejména o publikace bez trvalé hodnoty od fyzických osob)
- Vyžádaný dar (knihovna osloví autora a vydavatelství a požádá o věnování určité publikace)
- Grant

### Výměna
výměna publikací mezi institucemi, kdy vyměněné publikace mají podobnou cenovou a významovou hodnotu.
- Meziknihovní výpůjční služba (MVS, vnitrostátní služba)
- Mezinárodní meziknihovní výpůjční služba (MMVS, zahraniční služba)

Větší instituce mají výměnný fond. Vyměňovány bývají publikace, které nejsou běžně na trhu dostupné a publikace vydané danou institucí. Nesmí se vyměňovat publikace muzejní povahy, archiválie či kulturní památky.

### Povinný výtisk
povinnost daná ze zákona č. 37/1995 Sb. o neperiodických publikacích a dle vyhlášky č. 156/2003 Sb. Pro povinný výtisk periodické produkce platí zákon č.46/2000 Sb.
Povinný výtisk jako zdroj akvizice fondu slouží pouze státem určeným institucím. Povinný výtisk nemůže být z fondu vyřazen.
- Celostátní - u neperiodických publikací jsou vydané publikace odevzdávány do Národní knihovny České republiky (2 výtisky) a po jednom výtisku do Moravské zemské knihovny v Brně a Vědecké knihovny v Olomouci.
- Regionální - jeden výtisk je odevzdáván jako regionální povinný výtisk do krajské knihovny
- Speciální – např. knihy tištěné Braillovým písmem

Povinný výtisk má funkci hlavně bibliografickou (bibliografické soupisy) a konzervační (konzervační fond).
Povinný výtisk elektronických dokumentů nebyl prozatím zákonně vyřešen.

## Statické prvky systému akvizice
dokumenty – dezideráty (eventuálně elektronické báze dat deziderát), evidence objednávek, evidence faktur, přírůstkový seznam 
zaměstnanci – akviziční pracovníci
zařízení – kartotéky, manipulační stoly, razítka, počítače, knihovní software, internet

## Procesy akvizice fondu

### Profilování knihovního fondu
úkolem akvizičního pracovníka je zajištění a stanovení optimální struktury a obsahu fondu.
Metodická hlediska pro určování profilu knihovny:
- tematický profil fondu – dle věcného třídění používané v knihovně (MDT, deskriptory)
- druhy dokumentů – jaké druhy dokumentů jsou ve fondu (knihy, časopisy, vysokoškolské práce, patenty, normy apod.)
- provenience dokumentů – dle místa vydání dokumentu (stát) → shromažďujeme publikace ze zemí, které jsou podle odborníků v daném oboru nejlepší
- institucionální hledisko – upřednostňujeme dokumenty z pracovišť, které jsou dle hodnocení nejlepší v daném oboru
- autorské hledisko - upřednostňujeme dokumenty od vysoce hodnocených odborníků (stanoveno bibliometrickými metodami, např. počtem citací)
- životnost informací – zastaralé dokumenty nezískáváme, naopak je z fondu spíše vyřazujeme (záleží na oboru, v každém zastarávají informace jinak rychle)

### Zjišťování dokumentů
je nezbytností sledovat literární rubriky, nabídky knihkupců nebo požadavky čtenářů, aby měl akviziční pracovník přehled o možnostech doplnění knihovního fondu. Součástí je i Kartotéka deziderat - knihovní kartotéka nebo databáze obsahující dokumenty, kterými má být knihovní fond doplněn s ohledem na potřeby čtenářů a profil fondu. Týká se to pouze dokumentů, které můžeme nějakým způsobem získat. Pokud jsme daný dokument již doplnili do fondu, musí se z evidence vyškrtnout (vymazat).

### Evidence a zpracování získaných dokumentů
Každou objednávku je třeba zaevidovat, abychom předešli duplicitě. Objednávku evidujeme buďto ručně v sešitě nebo v akvizičním softwaru knihovního systému, kde zároveň vytváříme objednávku. Objednávka obsahuje adresu dodavatele, jasnou specifikaci objednaných dokumentů a počet kusů. V akvizičním modulu knihovního systému si doplní automaticky adresu dodání a kontaktní údaje odpovědné osoby. Pokud není objednávka dodána včas či není knihovna do měsíce od objednání informována o stavu zaslané objednávky, musí být objednávka urgována. AKS zasílá urgenci automaticky. Následuje dodávka dokumentů, která je přijímána na základě verifikace. Při verifikaci se ověří správnost dodávky pomocí průvodního dokladu (dodacího listu, faktury), je zkontrolován stav dokumentů, a zda cena odpovídá faktuře. Pokud jsou nějaké nesrovnalosti, přistupuje se k reklamaci. Vyřízená objednávka je vyřazena z evidence objednávek. Dodané dokumenty jsou orazítkovány na důkaz vlastnictví dané knihovny – adjustace.
Akviziční knihovník zkontroluje objednávku na faktuře a přidělí dokumentům přírůstková čísla. Poté potvrdí na faktuře dodávku a předá fakturu k proplacení účetnímu oddělení. Kopie faktury je uložena v dokumentech knihovny.
Neperiodické dokumenty jsou zapsány do přírůstkového seznamu, periodické dokumenty do Pomocné evidence periodik. Přírůstkové číslo je jedinečné, nelze přidělit dvakrát. AKS toto číslo generuje automaticky.
Poté jsou dokumenty opatřeny signaturou. Signatura je znak, který stanoví místo uložení jednotky v knihovním fondů. Signatura je přenosná a v případě vyřazení dokumentu z fondu ji můžeme znovu přidělit. V případě AKS není nutné mít papírový přírůstkový seznam, protože signaturu přidělí systém. V menších knihovnách je momentálně dost časté mít jak papírový, tak elektronický přírůstkový seznam.
Po dokončení akvizičního procesu dokument pokračuje k bibliografickému zpracování a následnému zařazení do fondu, kde je k dispozici čtenářům.

## Akvizice elektronických informačních zdrojů (EIZ)
Do elektronických informačních zdrojů se řadí jak elektronické knihy, tak informační databáze. Elektronické knihy je možno získat nákupem nebo předplatným, a to buď jako kolekci nebo jednotlivé dokumenty. V některých knihovnách je akvizice EIZ založena na čtenářích, kteří předloží své návrhy na EIZ, o které by oni sami měli zájem (Patron Driven Acquistion PDA).
Předplatné znamená dočasné získání licence, na jejímž základě je umožněno zpřístupnění elektronického zdroje pro čtenáře knihovny.
Nákup EIZ je provozován zejména konsorciální formou a to z důvodu velmi vysoké finanční náročnosti. Konsorcium je utvořeno z několika institucí, které by měli o určitý informační zdroj zájem. Členové určí vedoucí instituci konsorcia a ta vyjednává o podmínkách a hlavně o nejnižší ceně pro celou konsorciální skupinu. Členské instituce tímto společným financováním mají možnost získat EIZ, které by pro ně jinak byly nedostupné. K nákupu EIZ je využíváno jak vlastních financí, tak grantových prostředků.
Nákupem je možno získat přístup k EIZ, který může být jednorázový (EIZ na různých typech nosiče), časově omezený (zejména databáze) nebo dle využití (stanovený počet výpůjček e-knihy).

## CzechELib
Projekt se záměrem vytvořit národní centrum pro pořizování, správu a využívání elektronických informačních zdrojů (časopisů, knih, databází, aj.). Centrum má vyjednávat nákup a zpřístupnění elektronických informačních zdrojů pro grantovou oblast VaV. CzechELib bude také tyto zdroje spravovat, do roku 2022 spolufinancovat a povede statistiku využití těchto zdrojů. Projekt je financován z grantu Ministerstva školství, mládeže a tělovýchovy ČR. Řešitelem je Národní technická knihovna společně se zástupci veřejných vysokých škol, Akademie věd ČR dalšími knihovnami, které jsou budoucími uživateli CzechELib. Projekt byl spuštěn v roce 2017.